# 世にも奇怪な物語 Xゾーン
『世にも奇怪な物語 Xゾーン』（よにもきっかいなものがたり エックスゾーン）は、青木たかおによる日本の漫画作品。『別冊コロコロコミック』（小学館）にて、2006年12月号から2010年8月号まで連載された。単行本は全4巻。

## 概要
キャッチフレーズは、『史上最恐ホラー漫画』。2006年8月号で読み切りが掲載され（単行本1巻収録）、同年12月号にて連載が始まった。今作は現実と闇の世界を漂う恐怖の空間『Xゾーン』に迷い込んだ人間達の恐怖体験をオムニバス形式で描いている。児童誌とは思えないほど後味の悪い結末が多く、登場人物のほとんどが（因果応報的なものから全く非のない場合も含めて)死亡や行方不明、果ては現実に化け物を呼び込んでしまうなどの悲劇的な末路を迎える。しかし、怪異的な存在から叱責されるだけで終わる回や、単にひどい目に逢うだけで済んだり、最終的には助かる回も少数ながらある。
作者の青木が『コロコロ』でホラー漫画を掲載するのは、同作者の作品『霊界教室』以来約15年ぶりである。
『特攻!! ゾイド少年隊』以来22年半続いてきた、コロコロの連載作品による青木たかおの連載作品も終了した。

## 案内人
この作品のメインとなる人物。短身で帽子を被っており、左右対称の灰色の髪型、大きな目に白と黒っぽい紫の服装が特徴の男（単行本によれば少年）。敬語で話す。
今作の基本は話の冒頭で、彼が「Xゾーンへようこそ」と挨拶をする後話の内容を大雑把に語り、話の後にも登場し一言を言うものである（その一言が読者をさらに恐怖に陥れることも）。普段は冒頭と最後のみの登場で話には直接登場することはないのだが、話によってはたびたび途中で主人公の前に現れては、警告を発したり条件付きで物を貸したりもする。解らないことだらけだが、一つ分かっていることがある。それは友達が一人もいないことだ。
様々な奇怪な物語に出てきた道具を集めるという趣味があり、コレクションルームに保管している。彼が何者で、なぜこのような物を集めているのかは最後まで不明のままであったが、最終話に登場した主人公の男の容姿が案内人にどことなく相似している。その男は平穏な生活に飽きて、妻と子供2人を残し、旅に出た。しかし、彼が望んでいるような冒険はなく、この世は希望で満ち溢れていた。一人孤独になった男は帰ることを決意した。その帰り、老人を助けた礼として美しい壺をもらい、家路に着いたが、妻と子は帰りを待つだけの生活に嫌気が差し、家を出た後だった。男は怒りで壺を割ってしまい、おぞましい数の恐怖の種をばらまいてしまった。今は自分が犯した過ちを悔い、この世の恐怖を一つ一つ集めては壊れた壺に戻しているという。

## 各話一覧
カッコ内はその回の主な登場人物。

### 1巻
- テケテケの怪（山根、鈴木、西田）
- 人面犬の怪（信吾、弘一、ひとし）
- カガミの怪（中山、田代）
- コレクションの怪（名前不明の少年）
- 虫の怪（マモル）
- 2つの扉の怪（金子アツシ、松岡タイチ）

### 2巻
- 肝だめしの怪（ケイタ）
- 分身の怪（平川洋一）
- 銅像の怪（佐山）
- へびの怪（内田フミヤ）
- ゲームの怪（カズマ）
- トモダチの怪（弘、白井、細川）
- 続・ゲームの怪（岸田信二、岸田・兄）

### 3巻
- 約束の怪（マサル）
- 七不思議の怪（柴田、水野、丸川）
- かくれんぼの怪（横山浩、横山浩二）
- 小さいおじさんの怪（ユウイチ）
- 洞くつの怪（サトル）
- おんがえしの怪（福田良平）

### 4巻
- 赤い実の怪（ケンタ、ケンジ）
- リセットの怪（安田カズキ）
- 白い森の怪（良太）
- ヨジンベの怪（小山）
- 黒いダルマの怪（修二、オサム）
- 読書の怪（谷村）
- -最終話-終わりの始まりの怪